# Bell V-280 Valor
Le Bell V-280 Valor est un aéronef à rotors basculants s'apparentant à l'« hélicoptère-avion » développé par la Bell Aircraft Corporation dans le cadre du programme aéronautique américain Future Long-Range Assault Aircraft visant à fournir à l'United States Army un aéronef de transport capable de remplacer les hélicoptères de manœuvre Sikorsky UH-60 Black Hawk.
Présenté en 2013 lors de l'Annual Professional Forum and Exposition de l'Army Aviation Association of America à Fort Worth, au Texas, son premier vol est effectué en décembre 2017.
En décembre 2022, il remporte le marché et est choisi par l'armée américaine pour remplacer le Black Hawk ainsi qu'une partie des AH-64 Apache d'attaque.

## Architecture générale

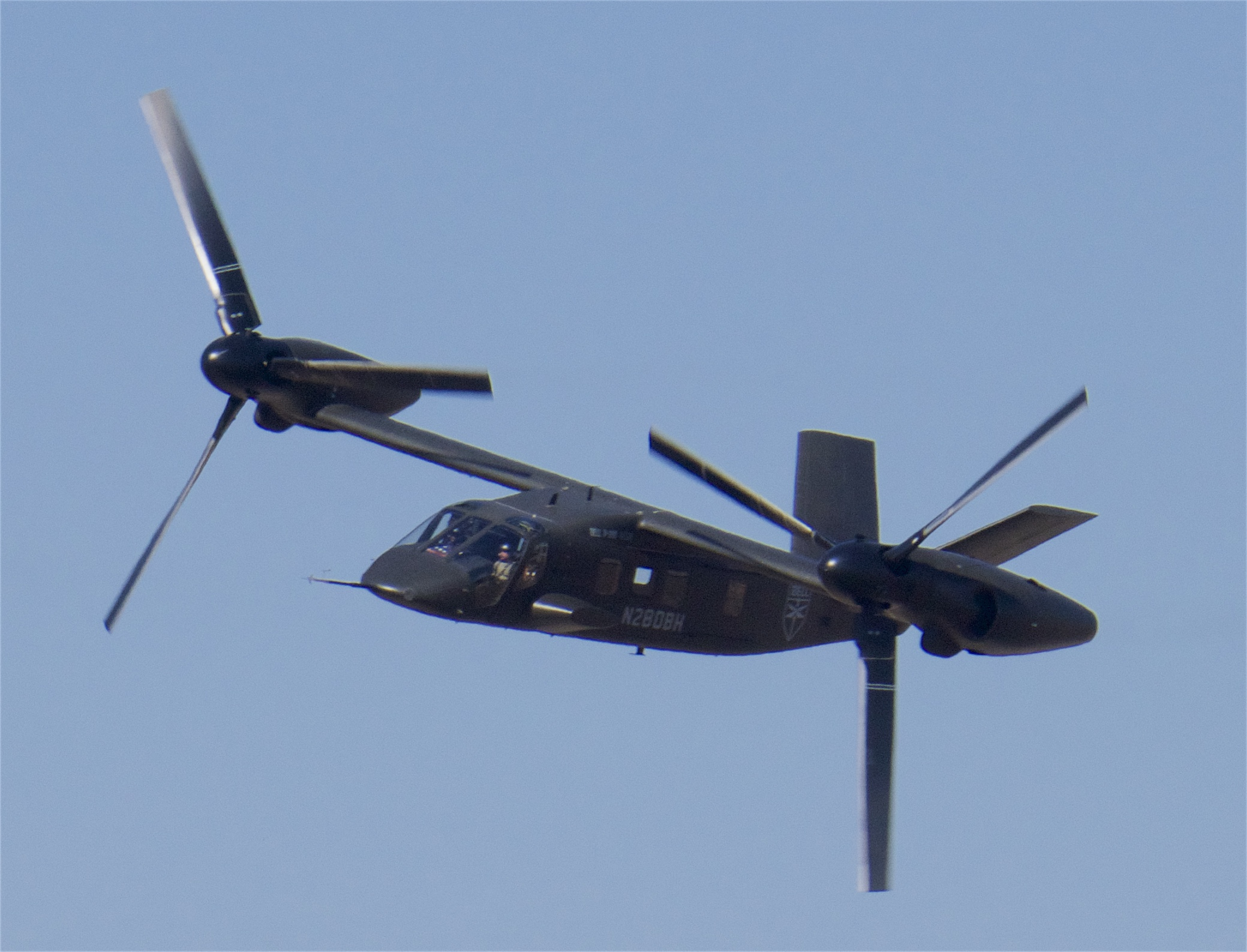
Configuration en vol a grande vitesse.

Le Bell V-280 Valor est un « tiltrotor » — c'est-à-dire un aéronef à rotors basculants s'apparentant à un « hélicoptère-avion » — doté de deux turbopropulseurs et d'un empennage en V.
Les deux rotors latéraux pouvant s'abaisser en cours de vol permettent à l'appareil de conjuguer l'endurance et la vitesse d'un petit avion aux capacités de vol stationnaire, de décollage et d' atterrissage à la verticale d'un hélicoptère.
Capable d'embarquer une charge jusqu'à 4 500 kg, il peut se déplacer en version transport à une vitesse de 280 km/h pour un rayon d'action de 3 900 kilomètres et, en version combat, peut atteindre une vitesse maximale de 518 km/h pour 1 480 kilomètres de rayon.
Il peut emporter 14 militaires et leurs équipements ainsi que 4 membres d'équipage.

## Historique
Le 24 septembre 2015, l'assemblage du premier fuselage du convertible a été terminé. Ce fuselage a été envoyé dans l'usine Bell d'Amarillo où l'assemblage final eut lieu.
En avril 2016, l'appareil a été "mis en croix", la voilure a donc été fixée sur le fuselage de l'appareil.
Le 18 décembre 2017, le V-280 immatriculé N280BH motorisé avec deux General Electric T64 effectue son premier vol sur le site de l'usine Bell d'Amarillo. L'entrée en service opérationnel de l'appareil, s'il est sélectionné, interviendra dans le courant des années 2020, sans plus de précision à l'heure actuelle.
Le 17 mai 2019, le V-280 se qualifie aux tests de manœuvrabilité de niveau 1 de l'United States Army.
Le 16 mars 2020, le Bell V-280 Valor et le gyrodyne Sikorsky-Boeing SB-1 Defiant sont choisis en finale du FLRAA (Future Long Range Assault Aircraft), le programme de remplacement de l'UH-60 ainsi que d'une partie de la flotte des AH-64 Apache d'attaque. Le 6 décembre 2022, il remporte l'appel d'offres pour un marché qui pourrait atteindre jusqu'à 70 milliards de dollars.